# Harry Blackmore Whittington
Harry Blackmore Whittington (* 24. März 1916 in Birmingham; † 20. Juni 2010 in Cambridge) war ein britischer Paläontologe. Er wurde international bekannt für seine Studien über die Fossilien des Burgess Shale und galt als „die weltweit führende Autorität für Trilobiten“.

## Leben
Harry Whittington wuchs in Birmingham auf, besuchte dort die Handsworth grammar school und erwarb 1937 an der University of Birmingham seinen Doktorgrad mit einer Arbeit über die Geologie der Berwyn Hills im Norden von Wales, wobei er das Alter des Gesteins mit Hilfe von Brachiopoden und Trilobiten bestimmte. 1938 kam er dank eines Stipendiums (Commonwealth Fellowship) ans Peabody Museum of Natural History der Yale University in New Haven, Connecticut, wo er ebenfalls schwerpunktmäßig über bestimmte Trilobiten aus dem Ordovizium (Trinucleidea) forschte. Zwei Jahre später übernahm er eine Lehrtätigkeit als Lecturer in Rangun (damals Birma), die er jedoch schon bald, kurz vor der 1942 erfolgten Besetzung Birmas durch japanische Truppen, wieder aufgeben musste. Es gelang ihm, nach China auszureisen und bis 1945 in Chengdu als Lehrer am Ginling Women’s College seinen Unterhalt zu sichern.
Nach dem Ende der Kampfhandlungen in Europa kehrte Whittington nach Birmingham zurück und erhielt 1945 zunächst eine Stelle als Lecturer. In der Nähe der nordwalisischen Stadt Bala führte er seine geologisch-paläontologischen Studien an Gesteinen des Ordoviziums und an den in ihnen enthaltenen silizifizierten Trilobiten (Fossilien, bei denen das organische Material durch Siliziumverbindungen „ersetzt“ wurde) fort. 1949 wechselte er ans Museum of Comparative Zoology der Harvard University in Cambridge (US-Bundesstaat Massachusetts), für das er die folgenden 16 Jahre tätig blieb. 1966 übernahm er die Leitung eines Forscherteams des Geological Survey of Canada, das die Fossilien des Burgess-Schiefers (Burgess Shale) in den kanadischen Rocky Mountains untersuchte und wechselte im gleichen Jahr an die University of Cambridge, wo er zuletzt Woodwardian Professor of Geology war; sein Nachfolger in Harvard wurde Stephen Jay Gould. Erst durch Whittingtons Forschungsarbeiten wurde die Bedeutung jener Fundstelle in der Fachwelt international bekannt.
Harry Whittington war von 1940 bis 1997 mit Dorothy Arnold verheiratet. Das Paar hatte keine Kinder. Im Jahr 2002 stifteten beide den H. B. and Dorothy A. Whittington Fund zur Förderung der paläontologischen Forschung an der Universität Cambridge.

## Forschungsthemen
Nachdem Whittington 1949 von England in die USA gegangen war, studierte er insbesondere die Individualentwicklung der Trilobiten anhand von versteinerten Larven, Jugendstadien und ausgewachsenen Exemplaren aus Virginia, Neufundland und Nordwales. In den folgenden 16 Jahren etablierte er sich „als die internationale Autorität für Trilobiten“. Da die Jugendstadien oft weniger als ein Millimeter lang waren, musste er – in einer Zeit vor Erfindung der Rasterelektronenmikroskopie – neue fotografische Methoden entwickeln, um seine Publikationen nachvollziehbar zu illustrieren und die Mikrofossilien zu dokumentieren. Seiner Arbeit sind wichtige Erkenntnisse über die Morphologie und die Evolution der Trilobiten zu verdanken; ferner erste Einsichten in die Zusammensetzung einiger Lebensgemeinschaften des Ordoviziums, die zum Teil über heute weit entfernte Erdplatten hinweg reichten, woraus Rückschlüsse auf die Drift der Erdplatten möglich sind.

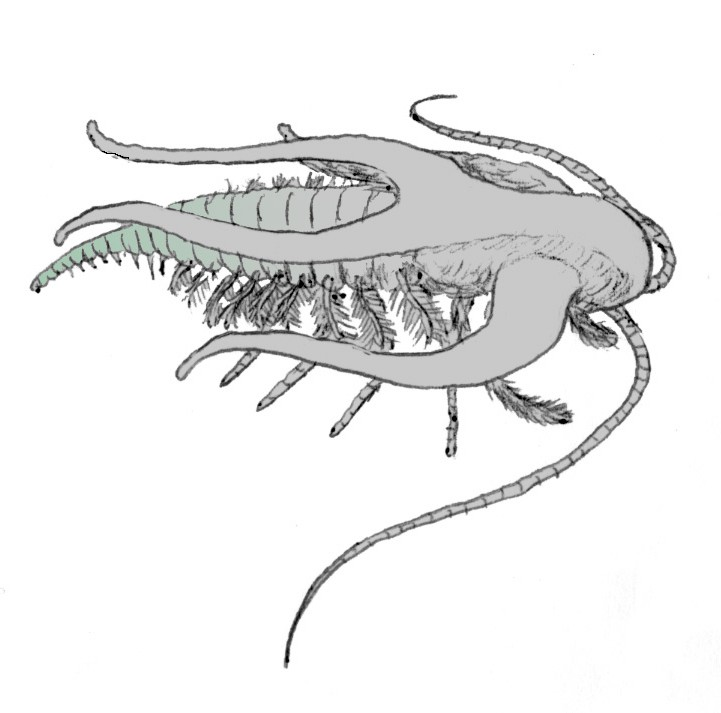
Rekonstruktion von Marrella splendens

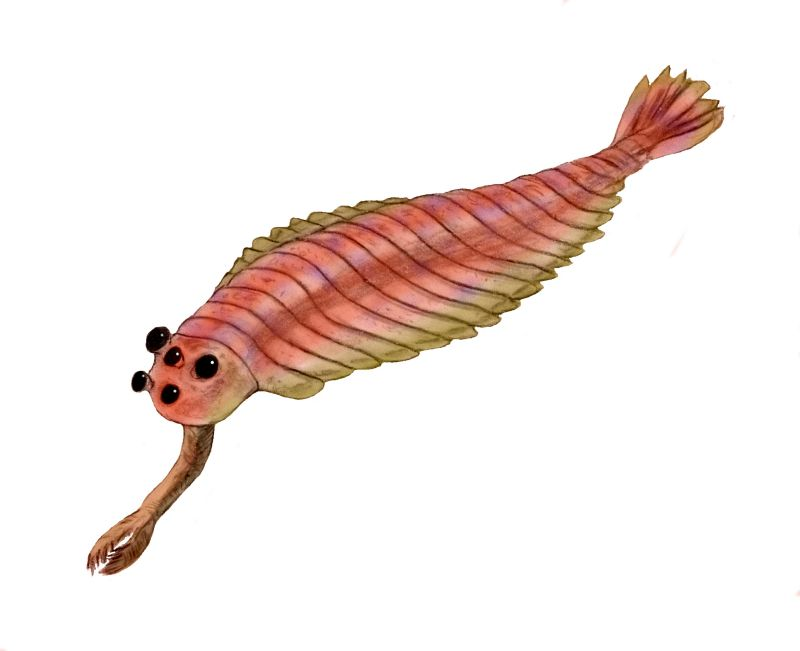
Rekonstruktion von Opabinia regalis

Als Whittingtons wichtigster Beitrag zur naturwissenschaftlichen Forschung gelten seine Studien über den Burgess-Schiefer. Diese Fossilienlagerstätte war zwar bereits 1909 von Charles Walcott entdeckt und beschrieben worden, danach aber weitgehend unbeachtet geblieben. Erst durch die ab 1966 von Whittington geleiteten, neuerlichen Feldstudien wurde ihre Bedeutung für das Verständnis der so genannten kambrischen Explosion international erkannt.
Eines der ersten Tiere, die Whittington genau untersuchte, war Marrella, die häufigste Gattung jener Epoche, die aber weder zu den Trilobiten noch zu den Cheliceraten oder zu den Crustacea gehörte. Seine Arbeitsgruppe entwickelte zahlreiche neue Methoden, um von den im Gestein flach gedrückten Fossilien auf ihr ursprüngliches, dreidimensionales Aussehen zurückschließen zu können. So entstand unter anderem 1972 eine anfangs belächelte, später aber akzeptierte Rekonstruktion der fünfäugigen Opabinia mit ihrem einzigartigen „Rüssel“ und dem ruderartigen Schwanz.
1985 fasste Whittington die bis dahin gewonnenen Erkenntnisse über die frühe Evolution der Tierstämme in seinem Fachbuch The Burgess Shale zusammen, das jedoch außerhalb der Fachwelt kaum beachtet wurde. Erst nachdem Stephen Jay Gould vier Jahre später sein populärwissenschaftliches Buch Wonderful Life: The Burgess Shale and the Nature of History veröffentlicht und darin die bizarren Funde der Fossilienlagerstätte ausführlich vorgestellt hatte, geriet der Burgess-Schiefer auch in den Blickpunkt der naturwissenschaftlichen Laien.
Als führender Trilobitenexperte war er Herausgeber des Trilobiten-Bandes des Treatise on Invertebrate Paleontology.

## Auszeichnungen
- 1953 wurde Harry Whittington in die American Academy of Arts and Sciences gewählt.[5]
- Im Jahr 2000 erhielt er die Lapworth Medal der Palaeontological Association, deren Ehrenmitglied er war.
- 2001 wurde ihm der Internationale Preis für Biologie und im gleichen Jahr die Wollaston-Medaille zuerkannt.

## Belege
1. 1 2  Derek E. G. Briggs: Obituary: Harry Whittington (1916–2010). In: Nature. Band 466, 2010, S. 706, doi:10.1038/466706a.
2. ↑  So Richard Fortey in einem Nachruf in The Guardian vom 8. Juli 2010: Harry Whittington obituary: Palaeontologist who advanced knowledge of the origins of animal diversity. Volltext.
3. ↑  Obituary: Harry Whittington, palaeontologist. (Memento vom 18. April 2016 im Internet Archive) Im Original erschienen auf scotsman.com vom 16. August 2010.
4. ↑  University of Cambridge: Graces submitted to the Regent House on 17 July 2002. Zuletzt abgerufen am 21. Februar 2022.
5. ↑  Members of the American Academy. Listed by election year, 1950–1999. Zuletzt abgerufen am 21. Februar 2022.

| Personendaten    | Personendaten                |
| ---------------- | ---------------------------- |
| NAME             | Whittington, Harry Blackmore |
| KURZBESCHREIBUNG | britischer Paläontologe      |
| GEBURTSDATUM     | 24. März 1916                |
| GEBURTSORT       | Birmingham                   |
| STERBEDATUM      | 20. Juni 2010                |
| STERBEORT        | Cambridge                    |